# Дорофей (Спасов)
Митрополи́т Дорофе́й (в миру Дончо Иванов Спасов; ок. 1830, Копривштица — 15 августа 1875, Стамбул) — епископ Болгарской Православной Церкви, митрополит Скопский.

## Биография

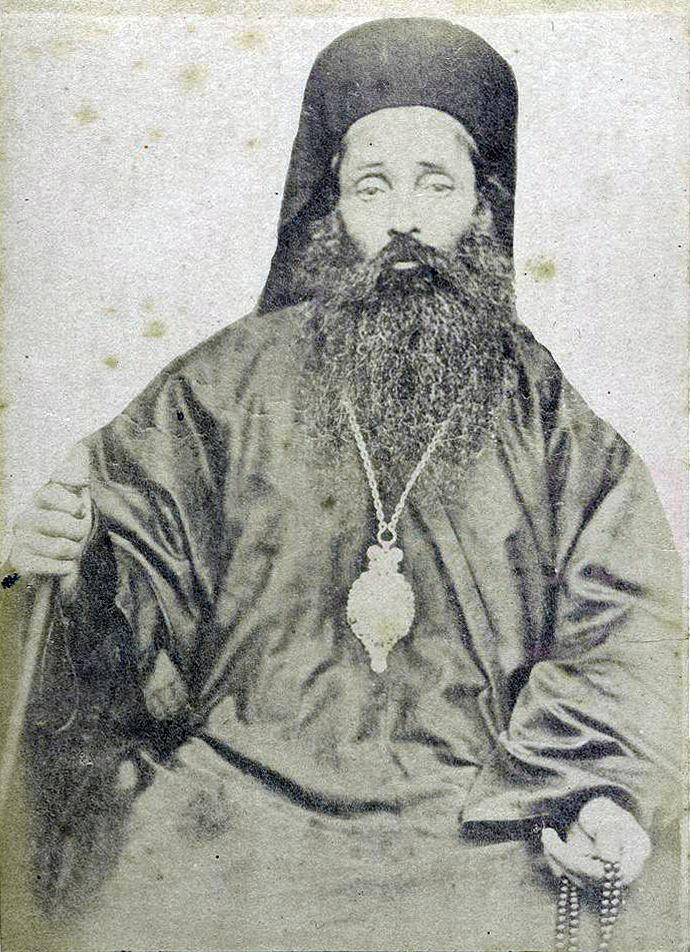

В юном возрасте поступил послушником в монастырь Хиландар на Афоне, где в 1847 году принял монашество, затем последовательно был рукоположён в сан иеродиакона и иеромонаха.
В 1850 году был направлен таксидиотом (сборщиком пожертвований) в Плевен, в сентябре того же года возведён в сан архимандрита и избран протосинкеллом Врачанской епархии.
В 1852/1853 годы, согласно пожеланию паствы епархии, которая надеялась, что благодаря болгарскому происхождению Дорофея будет относиться к ним лучше предыдущего греческого епископа Парфения, был хиротонисан во епископа и поставлен на кафедру.
Благодаря смелым действиям оградил православных горожан от клеветы местного турецкого судьи, но потом стал заботиться о своём положении и в 1854 году поддержал митрополита Тырновского Неофита Византийца в конфликте с жителями Тырнова. Вскоре епископ Дорофей стал управлять церковными делами, не ориентируясь на мнение городской общины, брал денежные ссуды и не возвращал, выдал 2 бунтовщиков османским властям. Хотя он поддерживал развитие книгоиздания и образования в епархии, это не примирило его с паствой.
В 1859 году в Тырнове делегация из Врацы 7 месяцев уговаривала избранного в 1858 году митрополита Тырновского Григория сместить епископа Дорофея. Не добившись результата, в марте 1860 году делегация прибыла в Стамбул и потребовала отставки епископа Дорофея.
После того как 3 апреля 1860 года епископ Макариопольский Иларион (Стоянов) прекратил поминать Константинопольского Патриарха, что стало началом многолетней греко-болгарской схизмы, Священный Синод Константинопольского Патриархата 31 мая 1860 года переместил Дорофея на Софийскую кафедру.
В феврале 1861 года в Стамбуле на Соборе, созванном Константинопольским патриархом Иоакимом II для наказания борцов за болгарской церковную автономию, помимо епископа Илариона и митрополита Велешского Авксентия по предложению Дорофея был также отлучен митрополит Пловдивский Паисий (Зафиров). Дорофей обвинил последнего в том, что тот был сторонником автономии, будучи греком (в действительности митрополит Паисий был эллинизированным албанцем).
31 мая 1861 года получил сан митрополита.
Паства Софийской епархии не приняла нового митрополита из-за его проконстантинопольской политики, вследствие чего с 14 декабря 1861 году ему пришлось проживать в основном в городе Берковица близ Софии.
16 декабря 1868 года Митрополит Дорофей покинул епархию и Константинопольскую Патриархию и примкнул к Болгарскому синоду в Стамбуле, став управляющим Русенской кафедрой. После образования Болгарского экзархата до 1872 года управлял также Сливенской епархией.
В 1871 года в Стамбуле принял активное участие в I болгарский Церковно-Народном Соборе Болгарского Экзархата.
В октябре 1872 года был избран на Скопскую кафедру Болгарского Экзархата, но не мог вступить на кафедру из-за промедления с выдачей ему султанского берата.
В октябре 1873 года неофициально был направлен в Одрин (ныне Турция), где за месяц рукоположил несколько болгарских священников и освятил церковь во имя святых Константина и Елены, чем вызвал симпатии со стороны местных болгар. Когда выяснилось, что Дорофей управляет церковными делами в городе со смешанным, болг. и греч. населением, нарушая султанский фирман об учреждении Болгарского Экзархата, его отозвали в Стамбул.
В 1874 году Митрополит Дорофей получил берат на Скопскую кафедру, хотя ранее на неё уже был назначен епископ Кирилл. В результате епархия разделилась: жители города Вране (ныне Сербия) выступили за Дорофея, а жители города Тетово (ныне Македония) заявили, что если им не оставят епископа Кирилла, то они выйдут из юрисдикции Константинопольской Патриархии.
11 июля 1875 года Митрополит Дорофей подал в отставку и был вызван для расследования в Стамбул, а затем почислен на покой.
Скончался 15 августа 1875 в Стамбуле. Похоронен в болгарской церкви во имя мученика Стефана в Стамбуле.